# Ciclul solar 4
Ciclul solar 4 este al patrulea ciclu solar, din 1755, data începutului urmăririi extensive a activității și petelor solare.
Ciclul solar a durat 13,6 ani, începând în septembrie 1784 și terminând în aprilie 1798 (suprapunându-se astfel peste Minimul lui Dalton). Numărul maxim de pete solare netezite observat în timpul ciclului solar a fost de 235,3 (în februarie 1788), iar minimul inițial a fost de 15,9.
Există unele speculații recente conform cărora ciclul 4, cel mai lung ciclu solar din 1755 încoace, a fost de fapt două cicluri, pe baza apariției de noi pete solare la latitudini solare înalte în 1793-1796 și a unei reconstrucții a diagramei fluturelui de pete solare pentru ciclurile 3 și 4, deși numărul total de pete solare arată doar o distribuție cu un singur vârf.